# Transporte pasivo

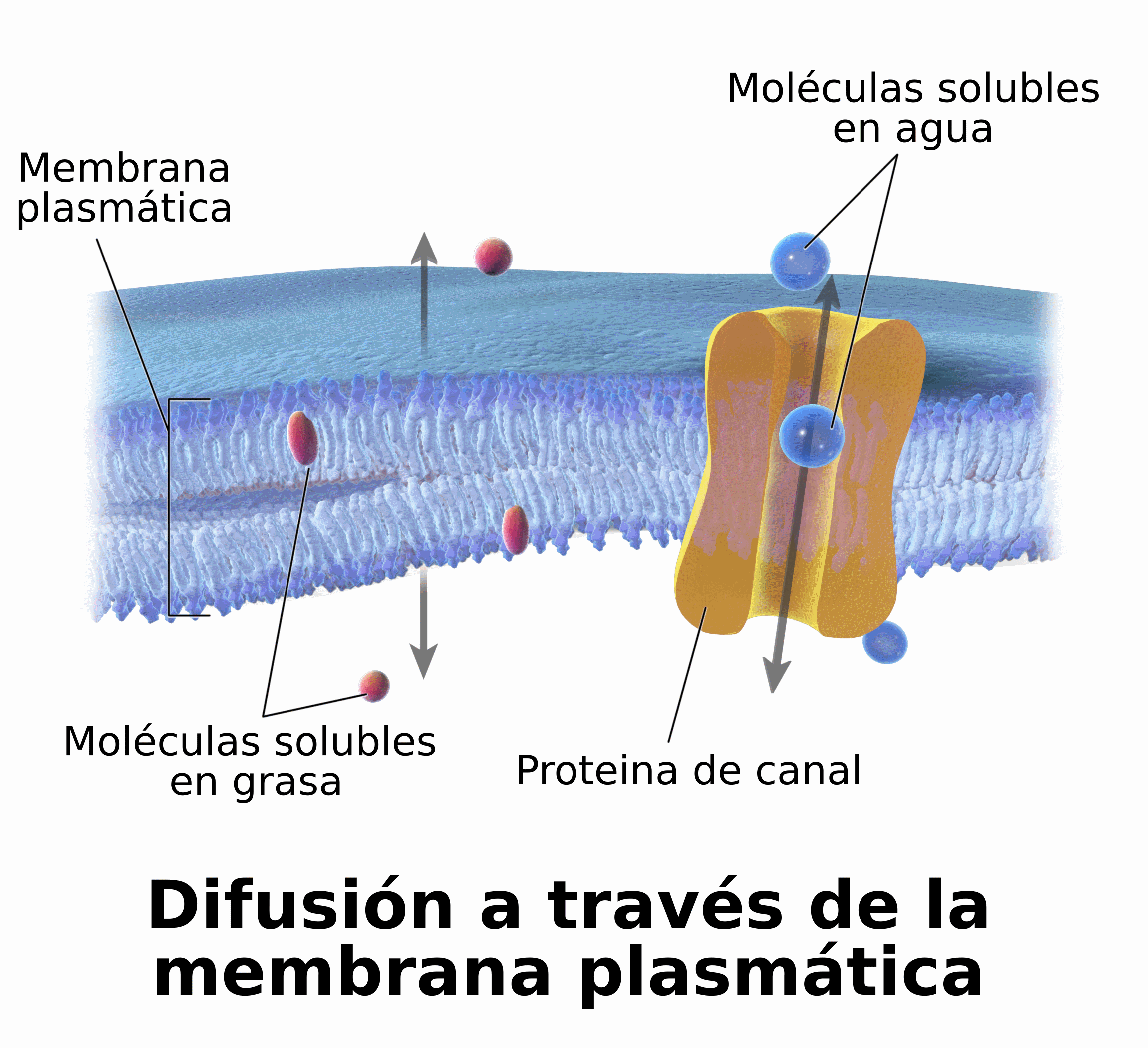
Difusión pasiva a través de una membrana celular

El transporte pasivo es un tipo de transporte de membrana que no requiere energía para mover sustancias a través de las membranas celulares. En lugar de usar energía celular, como el transporte activo, el transporte pasivo se basa en la segunda ley de la termodinámica para impulsar el movimiento de sustancias a través de las membranas celulares. Fundamentalmente, las sustancias siguen la primera ley de Fick y se mueven de un área de alta concentración a una de baja concentración porque este movimiento aumenta la entropía del sistema general. La tasa de transporte pasivo depende de la permeabilidad de la membrana celular, la cual, a su vez, depende de la organización y características de los lípidos y proteínas de la membrana. Los cuatro tipos principales de transporte pasivo son la difusión simple, la difusión facilitada, la filtración y/o la ósmosis.
El transporte pasivo sigue la primera ley de Fick y la segunda ley de la termodinámica.

## Difusión

Difusión pasiva en una membrana celular.

La difusión es el movimiento neto de material desde un área de alta concentración a un área con menor concentración. La diferencia de concentración entre las dos áreas a menudo se denomina gradiente de concentración y la difusión continuará hasta que se elimine este gradiente. Dado que la difusión mueve materiales de un área de mayor concentración a un área de menor concentración, se describe como el movimiento de solutos "abajo del gradiente de concentración" (en comparación con el transporte activo, que a menudo mueve material de un área de baja concentración a un área de mayor concentración, y, por lo tanto, referido como mover el material "contra el gradiente de concentración"). Sin embargo, en muchos casos (por ejemplo, transporte pasivo de fármacos), la fuerza impulsora del transporte pasivo no se puede simplificar al gradiente de concentración. Si hay diferentes soluciones en los dos lados de la membrana con diferente solubilidad de equilibrio del fármaco, la diferencia en el grado de saturación es la fuerza motriz del transporte pasivo de membrana. También es cierto para las soluciones sobresaturadas que son cada vez más importantes debido a la expansión de la aplicación de dispersiones sólidas amorfas para mejorar la biodisponibilidad de fármacos.
La difusión simple y la ósmosis son similares en algunos aspectos. La difusión simple es el movimiento pasivo del soluto desde una concentración alta a una concentración más baja hasta que la concentración del soluto es uniforme y alcanza el equilibrio. La ósmosis es muy parecida a la difusión simple, pero describe específicamente el movimiento del agua (no del soluto) a través de una membrana selectivamente permeable hasta que haya una concentración igual de agua y soluto en ambos lados de la membrana. La difusión simple y la ósmosis son formas de transporte pasivo y no requieren consumir ATP.

### Ejemplo de difusión: Intercambio de gases
Un ejemplo biológico de difusión es el intercambio de gases que ocurre durante la respiración dentro del cuerpo humano. Tras la inhalación, el oxígeno llega a los pulmones y se difunde rápidamente a través de la membrana de los alvéolos y entra en el sistema circulatorio difundiéndose a través de la membrana de los capilares pulmonares. Simultáneamente, el dióxido de carbono se mueve en la dirección opuesta, difundiéndose a través de la membrana de los capilares y entrando en los alvéolos, donde puede ser exhalado. El proceso de mover el oxígeno hacia las células y el dióxido de carbono hacia afuera ocurre debido al gradiente de concentración de estas sustancias, cada una alejándose de sus respectivas áreas de mayor concentración hacia áreas de menor concentración. La respiración celular es la causa de la baja concentración de oxígeno y la alta concentración de dióxido de carbono dentro de la sangre que crea el gradiente de concentración. Debido a que los gases son pequeños y sin carga, pueden pasar directamente a través de la membrana celular sin ninguna proteína de membrana especial. No se requiere energía porque el movimiento de los gases sigue la primera ley de Fick y la segunda ley de la termodinámica.

## Difusión facilitada

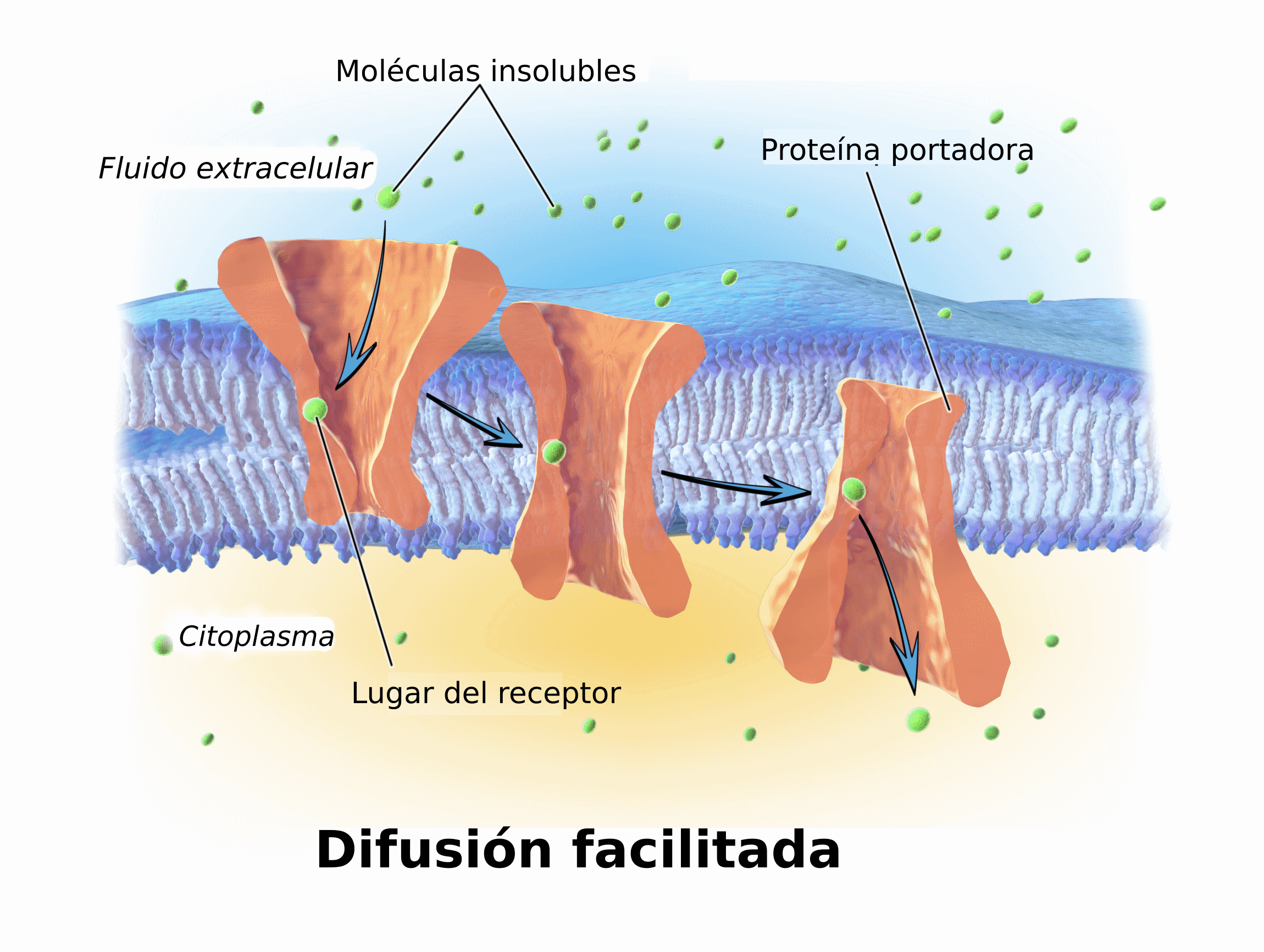
Representación de la difusión facilitada.

La difusión facilitada, también llamada ósmosis mediada por transportadores, es el movimiento de moléculas a través de la membrana celular a través de proteínas de transporte especiales que están incrustadas en la membrana plasmática al captar o excluir activamente iones. El transporte activo de protones por H+ATPasas altera el potencial de membrana permitiendo el transporte pasivo facilitado de iones particulares como el potasio a favor de su gradiente de carga a través de transportadores y canales de alta afinidad.

### Ejemplo de difusión facilitada: GLUT2
Un ejemplo de difusión facilitada es cuando la glucosa se absorbe en las células a través del transportador de glucosa 2 (GLUT2) en el cuerpo humano. Hay muchos otros tipos de proteínas de transporte de glucosa, algunas que requieren energía y, por lo tanto, no son ejemplos de transporte pasivo. Dado que la glucosa es una molécula grande, requiere un canal específico para facilitar su entrada a través de las membranas plasmáticas y dentro de las células. Cuando se difunde en una célula a través de GLUT2, la fuerza impulsora que mueve la glucosa hacia la célula sigue siendo el gradiente de concentración. La principal diferencia entre la difusión simple y la difusión facilitada es que la difusión facilitada requiere una proteína de transporte para "facilitar" o ayudar a la sustancia a través de la membrana. Después de una comida, se le indica a la célula que mueva GLUT2 hacia las membranas de las células que recubren los intestinos llamadas enterocitos. Con GLUT2 en su lugar después de una comida y la concentración relativamente alta de glucosa fuera de estas células en comparación con el interior de ellas, el gradiente de concentración impulsa la glucosa a través de la membrana celular a través de GLUT2.

## Filtración

Filtración

La filtración es el movimiento de moléculas de agua y soluto a través de la membrana celular debido a la presión hidrostática generada por el sistema cardiovascular. Dependiendo del tamaño de los poros de la membrana, solo pueden pasar solutos de cierto tamaño. Por ejemplo, los poros de la membrana de la cápsula de Bowman en los riñones son muy pequeños y únicamente las albúminas, las proteínas más pequeñas, tienen alguna posibilidad de filtrarse. Por otro lado, los poros de la membrana de las células hepáticas son extremadamente grandes, pero sin olvidar que las células son extremadamente pequeñas para permitir el paso y el metabolismo de una variedad de solutos.

## Ósmosis

Efecto de la ósmosis sobre las células sanguíneas bajo diferentes soluciones

La ósmosis es el movimiento de moléculas de agua a través de una membrana selectivamente permeable. El movimiento neto de moléculas de agua a través de una membrana parcialmente permeable desde una solución de alto potencial hídrico a un área de bajo potencial hídrico. Una célula con un potencial de agua menos negativo atraerá agua, pero esto depende de otros factores, como el potencial de soluto (presión en la célula, por ejemplo, moléculas de soluto) y el potencial de presión (presión externa, por ejemplo, pared celular). Hay tres tipos de soluciones de ósmosis: la solución isotónica, la solución hipotónica y la solución hipertónica. La solución isotónica es cuando la concentración de soluto extracelular se equilibra con la concentración dentro de la célula. En la solución isotónica, las moléculas de agua aún se mueven entre las soluciones, pero las velocidades son las mismas en ambas direcciones, por lo que el movimiento del agua se equilibra entre el interior y el exterior de la célula. Una solución hipotónica es cuando la concentración de soluto fuera de la célula es menor que la concentración dentro de la célula. En soluciones hipotónicas, el agua se mueve hacia la célula, a favor de su gradiente de concentración (de mayor a menor concentración de agua). Eso puede hacer que la célula se hinche. Las células que no tienen una pared celular, como las células animales, podrían explotar en esta solución. Una solución hipertónica es cuando la concentración de soluto es más alta que la concentración dentro de la célula. En una solución hipertónica, el agua se moverá y la célula se encogerá.

## Otras lecturas
- Alcamo, I. Edward (1997). «Chapter 2–5: Passive transport». Biology coloring workbook. Illustrations by John Bergdahl. New York: Random House. pp. 24–25. ISBN 9780679778844.
- Sadava, David; H. Craig Heller; Gordon H. Orians; William K. Purves; David M. Hillis (2007). «What are the passive processes of membrane transport?». Life : the science of biology (8th edición). Sunderland, MA: Sinauer Associates. pp. 105–110. ISBN 9780716776710.
- Srivastava, P. K. (2005). Elementary biophysics : an introduction. Harrow: Alpha Science Internat. pp. 140–148. ISBN 9781842651933.

- Datos: Q1156614